# تپه مهتاج
تپه مهتاج مربوط به دوران پیش از تاریخ ایران باستان است و در ۴ کیلومتری جاده بهبهان به اهواز واقع شده و این اثر در تاریخ ۲۵ اسفند ۱۳۷۹ با شمارهٔ ثبت ۳۰۸۲ به‌عنوان یکی از آثار ملی ایران به ثبت رسیده است.